# David Suazo
Óscar David Suazo Velázquez, född 5 november 1979 i San Pedro Sula, är en honduransk före detta fotbollsspelare.